# 波坦察河
波坦察河（義大利語：Potenza）是義大利馬凱大區的河流，發源於菲乌米纳塔彭尼诺山，源头处海拔800（2,600英尺）。全長95公里，最終從雷卡纳蒂港注入亞得里亞海。
43°25′N 13°40′E / 43.417°N 13.667°E